# Tropfenfrankolin
Der Tropfenfrankolin (Francolinus pictus) ist ein 33 Zentimeter großer Vertreter der Familie der Fasanenartigen.

## Aussehen
Der Tropfenfrankolin hat einen gelben Kopf, der Bereich um die Augen ist orange. Der kurze, schwarze Schnabel ist vorne gebogen. Die Kehle ist weiß. Die Stirn und der übrige Körper sind mit hell- und dunkelbraunen Federn versehen. Der Bauch ist mit weißen und braunen Federn bedeckt. Insgesamt wirkt das Federkleid des Vogels schuppenartig. Die kräftigen Beine sind nackt und mit starken, schwarzen Krallen ausgestattet. Das Weibchen ist etwas blasser gefärbt als das Männchen.

## Verbreitung

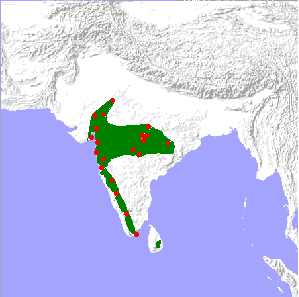
Verbreitungskarte des Tropfenfrankolins

Der Tropfenfrankolin kommt in Mittel- und Südindien sowie auf der Insel Sri Lanka vor. Er bewohnt die dortigen Graslandschaften und Feuchtgebiete.

## Lebensweise
Außerhalb der Brutzeit leben die Vögel als Paar oder in kleinen Familienverbänden zusammen. Der Tropfenfrankolin ernährt sich von Samen, Beeren und anderen Pflanzenteilen sowie von Insekten und deren Larven. Er hat eine krächzende, laute Stimme. Die Lebenserwartung beträgt ca. 4 Jahre.

## Fortpflanzung
In der Fortpflanzungsperiode leben die Tropfenfrankoline als Paar zusammen. Die Henne legt ihre 3–7 cremefarbenen oder olivgrün gefleckten Eier in eine Erdmulde. Diese wird unter Büschen oder in Bambushainen angelegt. Das Nest wird mit Grashalmen ausgepolstert. Das Brutgeschäft übernimmt das Weibchen alleine. Nach 22 Tagen schlüpfen die Jungen. Nach kurzer Zeit verlassen sie das Nest, um selbständig auf Nahrungssuche zu gehen.

## Gefährdung und Schutzmaßnahmen
Aufgrund ihrer weiten Verbreitung und da für diese Art keine Gefährdungen bekannt sind, stuft die IUCN die Art als ungefährdet (Least Concern) ein.

## Sonstiges
In seinem Verbreitungsgebiet ist der Tropfenfrankolin ein beliebtes Jagdwild.